# Patagioenas subvinacea
La paloma vinosa, paloma colorada, paloma morada o paloma rojiza  (Patagioenas subvinacea) es una especie de ave columbiforme de la familia Columbidae que vive desde el sur de Costa Rica hasta el oeste de Ecuador, Bolivia y Brasil central. Pertenece a un pequeño subgénero, Oenoenas, dentro de Patagioenas de aspecto bastante sencillo y con llamadas característicos. Al igual que los demás miembros de su género, anteriormente estaba incluida dentro del género Columba, hasta que se reconoció el género Patagioenas.
La paloma vinosa mide 28 cm de largo y pesa alrededor de 170 g y es de color rosado violáceo, que se torna más rojizo en la espalda. La cola y las plumas de las alas primarias son de color marrón oscuro, el pico es de color negro, y las patas son de color morado rojizo. El iris generalmente es rojo, pero a veces, al menos en la cuenca del Amazonas, puede ser amarillo pálido (sin embargo, debido al efecto rojo en el anillo ocular, el iris nunca se ve notoriamente blanco como en los adultos de la subespecie de la paloma simpátrica Plumbeous, P. Plumbea. La hembra es de tonos más apagados y ligeramente más oscura que el macho, y los juveniles tienen la cabeza, el cuello y el pecho de color pardo grisáceo, con patrones escamados rojizos o canela en la cabeza y las partes superiores.
Tiene un tono fuerte y bastante alto al arrullar, con pausas importantes entre los llamados, al igual que sus familiares. Existen variaciones geográficas en sus cantos, con algunas poblaciones que emiten llamadas de cuatro notas, mientras que otras las emiten de tres notas.
En Centroamérica, la paloma vinosa es sustituida en altitudes más bajas por su pariente cercano, el muy similar la paloma piquicorta (P. Nigrirostris). Las dos especies se diferencian por el llamadas, que son más rápidas y menos complejas en esta última.

## Hábitat
En Centroamérica se encuentra en el dosel (ramas y hojas de árboles frondosos) del bosque de tierras altas y bosques abiertos de hasta 1500 m s. n. m., entre la vegetación arbórea. En América del Sur se produce en el dosel del bosque húmedo del mar, cerca de nivel de 1500 m s. n. m., ocasionalmente superior.  Puede subir excepcionalmente hasta los 3000 m s. n. m. o más. No es raro que a través de su amplia distribución sea clasificada como una Especie vulnerable por la UICN (Unión Internacional para la Conservación de la Naturaleza).
Se observa normalmente en parejas, pues buscan en las copas de los árboles las frutas y semillas – es particularmente fanática de los frutos del muérdago - pero ocasionalmente se puede observar en la búsqueda de pistas y caminos buscando granos. Construye un nido de plataforma rudimentaria de ramitas 5 m de altura en un árbol pequeño, y pone un huevo blanco.